# Arsène Lupin (film, 2004)
Az Arsène Lupin 2004-ben bemutatott egész estés francia–olasz–spanyol–brit bűnügyi kalandfilm, amelyet Jean-Paul Salomé rendezett. A forgatókönyvet Maurice Leblanc írta, a zenéjét Debbie Wiseman szerezte, a producer Stèphane Marsil. 
Franciaországban 2004. október 13-án mutatták be.

## Szereplők
| Szerep                         | Színész              | Magyar hang      |
| ------------------------------ | -------------------- | ---------------- |
| Arsène Lupin / Raoul d’Andrézy | Romain Duris         | Zámbori Soma     |
| Joséphine                      | Kristin Scott Thomas | Für Anikó        |
| Beaumagnan                     | Pascal Greggory      | Bezerédi Zoltán  |
| Clarisse de Dreux-Soubise      | Eva Green            | Ullmann Mónika   |
| Dreux-Soubise hercege          | Robin Renucci        | Reviczky Gábor   |
| Léonard                        | Patrick Toomey       | Borbiczki Ferenc |
| Orléans hercege                | Mathieu Carrière     | Beratin Gábor    |
| Bonnetot                       | Philippe Magnan      | Lázár Sándor     |
| Henriette Lupin                | Marie Bunel          | ?                |
| Théophraste Lupin              | Nicky Naude          | ?                |
| Jean Lupin                     | Aurélien Wiik        | ?                |
| Hercegnő                       | Françoise Lépine     | ?                |
| Eglantine                      | Anne Suarez          | Árkosi Kati      |